# Truer Than Fiction Award
Il Truer Than Fiction Award è un premio cinematografico assegnato annualmente dal 1997 nell'ambito degli Independent Spirit Awards al regista di un film non di finzione di eccezionale livello artistico.

## Vincitori e candidati
I vincitori sono indicati in grassetto, a seguire gli altri candidati.

### Anni 1990
- 1997: Leon Gast - Quando eravamo re (When We Were Kings)
  - Steven Ascher e Jeanne Jordan - The American Experience - Troublesome Creek: A Midwestern
  - Rob Epstein e Jeffrey Friedman - Lo schermo velato (The Celluloid Closet)
  - Al Pacino - Riccardo III - un uomo, un re (Looking for Richard)
  - Joe Berlinger e Bruce Sinofsky - Paradise Lost: The Child Murders at Robin Hood Hills
- 1998: Errol Morris - Fast, Cheap & Out of Control ex aequo Danielle Gardner - Soul in the Hole
  - Michèle Ohayon - Colors Straight Up
- 1999: Barbara Sonneborn - Regret to Inform
  - Tim Kirkman - Dear Jesse
  - Kyra Thompson - Dying to Tell the Story
  - Julia Loktev - Moment of Impact
  - Vicky Funari - Paulina

### Anni 2000
- 2000: Owsley Brown - Night Waltz: The Music of Paul Bowles
  - Rory Kennedy - American Hollow
  - Nanette Burstein e Brett Morgen - On the Ropes
  - Michael Camerini e Shari Robertson - Well-Founded Fear
- 2001: David S. Shapiro e Laurie Shapiro - Keep the River on Your Right: A Modern Cannibal Tale
  - Jem Cohen e Peter Sillen - Benjamin Smoke
  - James Ronald Whitney - Just, Melvin: Just Evil
  - Vincent Fremont e Shelly Dunn Fremont - Pie in the Sky: The Brigid Berlin Story
- 2002: Monteith McCollum - Hybrid
  - Edet Belzberg - Children Underground
  - Alix Lambert - The Mark of Caïn
  - B.Z. Goldberg, Carlos Bolado e Justine Shapiro - Promesse (Promises)
  - Sandi Simcha DuBowski - Trembling Before G-d
- 2003: Jennifer Dworkin - Love and Diane
  - Jeffrey Blitz - Spellbound
  - Mark Moskowitz - Stone Reader
  - Eugene Jarecki - The Trials of Henry Kissinger
- 2004: Megan Mylan e Jon Shenk - Lost Boys of Sudan
  - Linda Goode Bryant e Laura Poitras - Flag Wars
  - Nathaniel Kahn - My Architect
  - Robb Moss - The Same River Twice
- 2005: Zana Briski e Ross Kauffman - Born into Brothels (Born Into Brothels: Calcutta's Red Light Kids)
  - Shola Lynch - Chisholm '72: Unbought & Unbossed
  - Jehane Noujaim - Control Room
  - Carlos Sandoval e Catherine Tambini - Farmingville
- 2006: Garrett Scott e Ian Olds - Occupation: Dreamland - Viaggio organizzato in Iraq (Occupation: Dreamland)
  - Rachel Boynton - Our Brand Is Crisis
  - Mark Becker - Romántico
  - Thomas Allen Harris - Twelve Disciples of Nelson Mandela
- 2007: Adele Horne - The Tailenders
  - Eric Daniel Metzgar - The Chances of the World Changing
  - AJ Schnack - Kurt Cobain About a Son
- 2008: Laura Dunn - The Unforeseen
  - Gary Hustwit - Helvetica
  - John Maringouin - Running Stumbled
- 2009: Margaret Brown - The Order of Myths
  - Sacha Gervasi - Anvil! The Story of Anvil
  - Darius Marder - Loot

### Anni 2010
- 2010: Bill Ross e Turner Ross - 45365
  - Jessica Oreck - Beetle Queen Conquers Tokyo
  - Natalia Almada - El general
- 2011: Jeff Malmberg - Marwencol
  - Ilisa Barbash e Lucien Castaing-Taylor - Sweetgrass
  - Lynn True e Nelson Walker - Summer Pasture
- 2012: Heather Courtney - Where Soldiers Come From
  - Danfung Dennis - Hell and Back Again
  - Alma Har'el - Bombay Beach
- 2013: Peter Nicks - The Waiting Room
  - Lucien Castaing-Taylor e Véréna Paravel - Leviathan
  - Jason Tippet ed Elizabeth Mims - Only the Young
- 2014: Jason Osder - Let the Fire Burn
  - Kaylanee Mam - A River Changes Course
  - Stephanie Spray e Pacho Velez - Manakamana
- 2015: Dan Krauss - The Kill Team
  - Amanda Rose Wilder - Approaching the Elephant
  - Darius Clark Monroe - Evolution of a Criminal
  - Sara Dosa - The Last Season

- 2016: Elizabeth Chai Vasarhelyi – Incorruptible
  - Alex Sichel e Elizabeth Giamatti – A Woman Like Me
  - Hemal Trivedi e Mohammed Ali Naqvi – Among the Believers

- 2017: Nanfu Wang – Hooligan Sparrow
  - Kristi Jacobson – Solitary
  - Sara Jordenö – Kiki

- 2018: Quest, regia di Jonathan Olshefski
  - The Cage Fighter, regia di Jeff Unay
  - Distant Constellation, regia di Shevaun Mizrahi

- 2019: Minding the Gap, regia di Bing Liu
  - Sulle sue spalle (On Her Shoulders), regia di Alexandria Bombach
  - Hale County This Morning, This Evening, regia di RaMell Ross

### Anni 2020
- 2020: Jaddoland, regia di Nadia Shihab
  - 17 Blocks, regia di Davy Rothbart
  - América, regia di Erick Stoll e Chase Whiteside
  - Black Mother, regia di Khalik Allah